# Metz Rezső
Vitéz lovag spondalungai Metz Rezső (eredetileg Rudolf, teljes neve németül: Rudolf Ritter Wendelin Adolf Edler Metz von Spondalunga, Budweis, Csehország, 1861. május 11. – Piliscsaba, 1943. október 21.) osztrák–magyar katonatiszt, altábornagy, a Mária Terézia-rend lovagkeresztjének birtokosa, a vitézi rend tagja, Piliscsaba díszpolgára.
Katonacsaládból származott, maga is hatéves korától a Sankt Pölten-i katonai kollégiumban tanult, majd tanulmányait a morvafehértemplomi katonai főreáliskola és a bécsújhelyi (Wiener Neustadt-i) Theresianum Katonai Akadémia hallgatójaként folytatta. Az iskola elvégzését követően 1879-ben hadnaggyá avatták, majd a budapesti 32-es gyalogezredhez került, ahol az elkövetkező huszonnégy évben szolgált. 1903-ban már őrnagyi rangban zászlóaljparancsnokká nevezték ki a szolnoki cs. és kir. 68. gyalogezredhez, majd 1905-ben a 23. tábori vadászzászlóalj parancsnoka lett. 1908. május 1-jétől alezredes, 1911-től ezredesként a győri 19. gyalogezred parancsnoka lett és 1914-ben egységével részt vett a galíciai harcokban.
1915-ben vezérőrnagy és a 23. gyalogdandár parancsnoka. Kiemelkedő szerepet játszott az 1915. május 2–5-i gorlicei áttörésben, az ő csapatai foglalták el az orosz védelem kulcspontjának tartott Pustki-hegyet. 1916-ban hadosztályparancsnokként sikeresen helytállt a volhíniai harcokban, melyért kiérdemelte a Tiszti Arany Vitézségi Érmet. 1918-ban altábornaggyá léptették elő.
A háború befejezésével rövid ideig a magyarországi Nemzeti Hadseregben szolgált, majd nyugállományba vonult. A gorlicei áttörésben játszott szerepéért 1921-ben megkapta a Mária Terézia-rend lovagkeresztjét. 1929-ben a vitézi rend tagjává avatták. 1943. október 21-én hunyt el Klotildligeten, nyughelye a piliscsabai temetőben található, melyet 2006. szeptember 9-én katonai tiszteletadás mellett a Nemzeti sírkerthez tartozó temetkezési hellyé nyilvánítottak.

## Élete

### Ifjúsága és korai pályafutása
Rudolf Wendelin Adolf Edler von Metz 1861. május 11-én született Budweisben (ma České Budějovice), Alexander Edler von Metz és Wilhelmine Frederike Grünwald hét gyermekének egyikeként. Ősei Elzász–Lotaringiából származnak, a család nemessége a középkorból eredeztethető, a XVI. században telepedtek le Ausztriában. Metz ősei között több katonatiszt is megtalálható, apja, Alexander von Metz fia születésekor a Budweisban állomásozó 1. tiroli vadászezredben („Kaiserjäger” – Császárvadászok) szolgált őrnagyi rangban. Ugyanezen egységgel vett részt az 1866-os porosz–osztrák–olasz háború itáliai hadműveleteiben, ahol kitüntette magát az 1866. július 11-i, Spondalunga melletti harcokban. Az 1879-től tábornoki rangot viselő katonatiszt 1883-ban vonult nyugállományba. Hozzá kötődött a család nemesi előneve (spondalungai).
Rudolfot is egyértelműen a katonai pálya felé irányította az apja és a hatéves ifjút beíratta a Sankt Pölten-i katonai kollégiumba, ahol tízéves koráig tanult. Ezt követően 1871–1875 között a morvafehértemplomi (Mährisch Weißkirchen, ma: Hranice na Moravě) katonai főreáliskola, majd 1875–1879-ig a bécsújhelyi (Wiener Neustadt-i) Theresianum Katonai Akadémia hallgatója volt. Az iskola elvégzését követően 1879-ben hadnaggyá avatták, majd a budapesti 32-es Estei Ferenc Ferdinánd (1888-tól Mária Terézia) gyalogezredhez került, ahol az elkövetkező huszonnégy évet töltötte. 1884. november 1-jén főhadnaggyá léptették elő, majd 1891. május 1-jétől másodosztályú, 1894. november 1-jétől első osztályú századosi rendfokozatot viselt. Katonai karrierje ígéretes jövőt ígért számára, feladatait felettesei megelégedésére látta el, megbízott, majd tényleges századparancsnok, megbízott zászlóaljparancsnok volt. Ugyanezen idő magánéletében is jelentős változásokat hozott. Feleségül vette Adele Auguste Maria Millert, egy tengerészkapitány lányát, akitől 1890-ben egy fia született, Rudolf August Viktor von Metz.
1903-ban immár őrnagyi rangban zászlóaljparancsnokká nevezték ki a szolnoki cs. és kir. 68. Reicher gyalogezredhez, majd 1905-ben a 23. tábori vadászzászlóalj parancsnoka lett. 1908. május 1-jétől alezredes. 1911-ben ezredessé lépett elő, a győri 19. Ferenc Ferdinánd gyalogezred parancsnoka lett, munkatársai és katonai feljebbvalói elismeréssel tekintettek tevékenységére. 1912 elején az ezredet áthelyezték, a Metz vezette törzskar és az ezred II. zászlóalja Tolmeinbe (ma: Tolmin, Szlovénia) került, az I. zászlóalj állomáshelye Sesanába (ma: Sežana, Szlovénia), a IV. zászlóalj Karfreitbe (ma: Kobarid, Olaszország) került át. át. A III. zászlóalj és a tartalék-kiképző zászlóalj továbbra is Győrben maradt az ezred hadfogadó parancsnokságával egyetemben. Az átszervezéssel kapcsolatos feladatokat az ezredes sikeresen ellátta, az egység a különböző hadgyakorlatokon is sikeresen szerepelt. 1913 szeptemberében az ezred egyik éles lőgyakorlatán baleset érte Metz ezredest, mikor megbokrosodott lova ledobta őt, azonban komolyabb sérülések nélkül megúszta az esetet az ezredkürtös, Kostka Tivadar közbeavatkozásának köszönhetően, aki kimentette felettesét a veszélyes szituációból.
1913 októberében számos tiszttársával együtt részt vett az 1813-as lipcsei csata századik évfordulója alkalmából rendezett ünnepségsorozaton, amelynek főünnepségét Lipcsében tartották, ahol Metz vezette a 19. gyalogezred küldöttségét. Ugyanebben az évben, november 15-i rendeletében az uralkodó lovagi címet adományozott számára, az ezredes nemesi előnevének Spondalunga helységét választotta, apja katonai sikerének színhelyét.

### Az első világháborúban

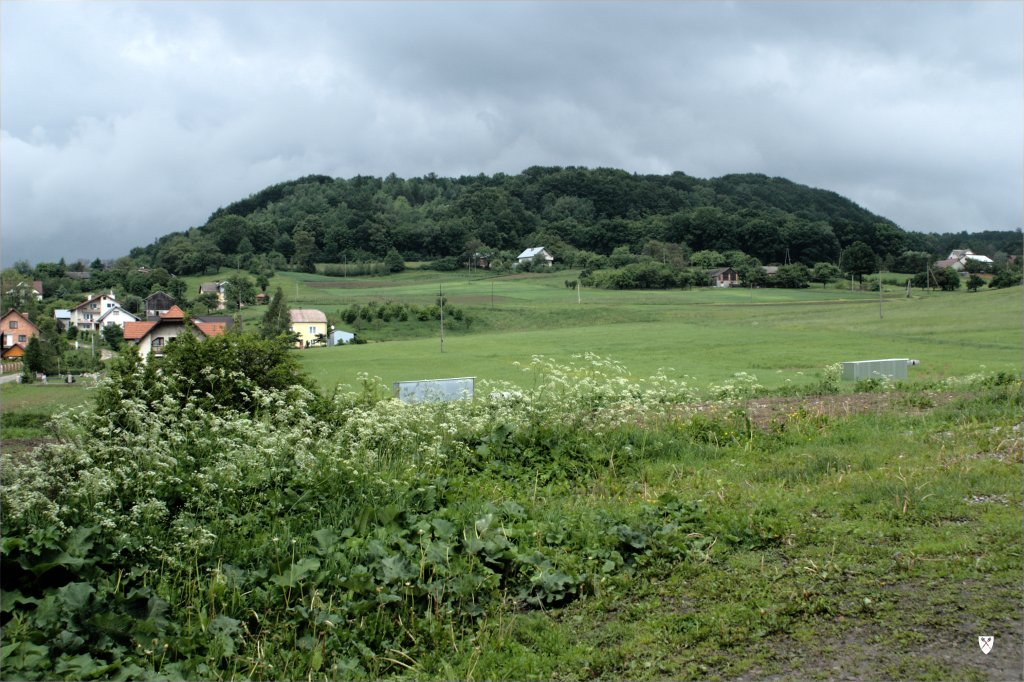
A Pustki-hegy látképe napjainkban Łużna felől

Az első világháború kitörését követően Metz a 19. gyalogezred parancsnokaként a galíciai hadszíntéren esett át a tűzkeresztségen. Az ezred a 65. gyalogdandár részeként (parancsnoka Konrad von Essler) részt vett az 1914. augusztus 23–25-i kraśniki csatában, a Lublin felé való osztrák–magyar előrenyomulásban, majd az orosz túlerő elől való visszavonulásban a San folyó mögé. 1914 októberében a 23. cs. és kir. gyalogdandár parancsnokává nevezték ki, mely pozícióban a krakkói I. hadtest részeként részt vett az Ivangorod körüli harcokban. 1915 elejétől már mint vezérőrnagy vezette a dandárt, mely ekkor már a VI. hadtest részeként (parancsnoka Arthur Arz von Straussenburg altábornagy) részt vett a központi hatalmak 1915-ös támadó hadműveletében, a gorlicei áttörésben. A frontnak a 12. hadosztályhoz tartozó szakaszára parancsnoknak Metz Rudolf tábornokot jelölték ki, alá rendelve a hadosztálytüzérséget és a hadosztálytartalékot.
Metz tábornoknak honvédjaival az 1915. május 2-án meginduló hadművelet során az orosz védelem kulcspontjának számító, meredek Pustki-hegyet kellett támadnia, amelyet az oroszok drótakadályokkal és fedett árkokkal erősítettek. A tábornok a vezérkar elé terjesztette elképzeléseit: keskeny arcvonalon kívánta áttörni az orosz védelmet, ezért a gyalogságot a tüzérségi tűz fedezete mellett közvetlen az ellenséges állások elé, rohamtávolságra tolta előre. Kihasználva az alá beosztott, nagy erejű tüzérséget annak tüzét koncentráltan kívánta használni, szétrombolva a keskeny frontvonalon fekvő orosz állásokat és megnyitva az utat az előrenyomuló osztrák–magyar katonaság számára. A hadtestparancsnokság elfogadta Metz támadási tervét, ugyanakkor a tüzérségi tervet módosította, mert Riedl Lajos ezredes tüzérségi hadműveleti tervét nem tartották jónak. Azonban a két katona saját terveik szerint járt el, Metz jóváhagyásával pedig Riedl az eredeti tüzérségi terv szerint járt el. A támadás előtti éjszakán a dandár két ezredét előrevonták a lövészárkokba közvetlen az orosz állásokhoz. A tüzérséget az ellenséghez a lehető legközelebbre telepítették.
A május 2-án reggel hat és tíz óra között minden addiginál erősebb tüzérségi tűz zúdult az orosz állásokra, melynek eredményeképp – báró Arz szavaival – „[h]atalmas füst- és porfellegek szálltak fel s csakhamar eltűnt a Pustki hegy szemeink elől”. Ez az osztrák–magyar katonák számára új látványnak számított és lelkesítően hatott rájuk, mikor 10:00-kor megindult a gyalogság a sorozatos ágyútüzet követően. A gyalogság a tüzérségi tűztől szétzilált első két orosz árkot szinte veszteség nélkül elfoglalta, majd megkezdte a felkapaszkodást a meredek, sziklás hegyoldalon. Az orosz védelem igyekezett ellentámadásokkal gátat szabni az osztrák–magyar előretörésnek, de a Riedl által előrevont tüzérség támogatásával a csapatok 11:30-ra elfoglalták a Pustki-hegyet és több mint 1700 orosz katonát ejtettek fogságba. Amíg az 56. és 100. ezred felkapaszkodott a meredek hegyoldalon, addig az orosz tüzérek bemérték Metz Rezső tábornokot. A gránátok a közelében csapódtak be, a föld betemette őt és tisztikarát, de ő kimászott és tovább irányította honvédjeit a frontvonalból.
A Pustki-hegy elfoglalása ellenére a Metz erőitől jobbra lévő magyar és balra lévő német hadosztály nem bírt az ellenséggel, ezért Metz tábornok saját elhatározásából bevetette a hadosztálytartalékot, egyik ezred előre támadott és a másik két ezreddel jobbról és balról átkarolta az ellenséget. Csapatai mindhárom irányban győzelmesen haladtak előre. Beavatkozása nyomán estig a magyar és német hadosztályok elfoglalták a kijelölt területeket, a Wiatrowki-magaslatot és a Kamieniec erdőt. A tábornok a legelső vonalból irányította a csatát, tovább üldözve a menekülő orosz erőket, Riedl ezredes ezalatt az elfoglalt hegyre telepítette tüzérségét, tovább lőve az oroszokat.
A győztes csata első napját követően Metz katonái folytatták az előrenyomulást a Neu Sandez–Sano-vasútvonal mentén, május 4-én elérte Biecz kisvárosát, május 7-én visszafoglalta Jedliczét. Főszerepet játszott Jaroslau (Jarosław) elfoglalásában. A gorlicei áttörés eredményeképpen a központi hatalmak erői a következő hónap végére sikeresen visszafoglalták a korábban elvesztett galíciai területek nagy részét az orosz seregeket 300 km-rel visszanyomva, bevették Przemyślt és Lemberget (ma Lviv, Ukrajna).
1916 nyarán Metz egy ideig egy vegyes német hadosztály, majd egy német frontszakasz parancsnoka volt. 1916. szeptember 14-én átvette a lembergi cs. és kir. 11. gyaloghadosztály parancsnokságát. Szurmay Sándor tábornok hadtestjének részeként a hadosztály a Bruszilov-offenzíva összes csatáját végigküzdötte, október 14–18. között súlyos védelmi harcokat vívott és a túlerővel szemben többször hátrálni kényszerült. A lucki harcokban, Volhíniában az első vonalban súlyosan megsebesült, de nem engedte hátravitetni magát. A csata befejezéséig elöl maradt, és tovább irányította csapatait a legtovább igyekezve feltartani Vaszilij Gurko orosz tábornok csapatait. Helytállásáért 1916. november 14-én megkapta az uralkodótól a Katonai Érdemkereszt harmadik osztályát hadiékítménnyel.
1917-ben részt vett az orosz Kerenszkij-offenzíva elhárításában. 1918 januárjában egyedüli magyar tábornokként német tábornoki tanfolyamra vezényelték. 1918 februárjában altábornaggyá léptették elő, majd márciusban csapataival részt vett az ukrán területek elleni hadműveletben (Faustschlag hadművelet), elfoglalta a Dnyeper torkolatában fekvő Herszon kikötővárost. Az összeomlásig a város parancsnoka maradt, ezt követően megszervezte csapatai hazatérését, az ezredek eredeti helyőrségeikbe visszatérve leszereltek és a hadosztály hamarosan megszűnt létezni. Ő maga 1918. november 28-án az utolsó szállítmánnyal hagyta el Herszont. Négyheti vesződséges út után ért Budapestre, majd otthonába, Piliscsabára.

### Nyugállományban

A Nemzeti Hadsereg vezérkarában (első sor jobbról a harmadik)

A háború után nem vállalt semmilyen katonai beosztást részben legitimista nézeteiből kifolyólag, 1919-ben nyugállományba vonult. Csapatai tisztelték és szerették tábornokukat. Erre példa, hogy amikor 1919-ben, egy budapesti útja alkalmával, figyelmeztetés ellenére egyenruhában leszállt a vonatról a Nyugati pályaudvaron, a tömeg körülvette és le akarták tépni rangjelzését, kitüntetéseit, ezt azonban a jelen lévő katonák, akik felismerték volt tábornokukat, megakadályozták. „Nem engedjük bántani a tábornokunkat” felkiáltással, a vállukon kivitték őt a tömegből. Tekintélyével hozzájárult, hogy sem a vörös-, sem a fehérterror idején semmilyen atrocitás sem érte a lakhelyén élőket.
1920-ban honosították magyar állampolgárságát. 1921-ben megkapta a Mária Terézia-rend (MMThO) lovagkeresztjét korábbi érdemei, elsősorban a gorlicei áttörésben játszott szerepe miatt. A rend káptalanjának indoklása a rend odaítélése kapcsán: „kiválóan vitéz magatartásáért és dandárjának eredményes, az áttörés sikeres, döntő hatású vezetéséért”. 1923-ban a Magyar Katonai Közlöny a Katonai Mária Terézia-rend kitüntetettjeit bemutató sorozatában közölte életrajzát, valamint a gorlicei áttörésnek, és az általa vezetett 12. gyaloghadosztály harcainak ismertetését. A lovagkereszt odaítélését követően nem sokkal Piliscsaba díszpolgárává avatták. 1929-ben átvehette a volhínai harcokban nyújtott teljesítményének elismeréséül a MMThO káptalanjától a Tiszti Arany Vitézségi Érmet. Ugyanebben az évben kérte felvételét a vitézi rend tagjai közé, kapott kitüntetései erre feljogosították, a szükséges okmányok átvizsgálását követően Horthy Miklós kormányzó 1929. július 16-án vitézzé avatta. Ezután a Rudolf név helyett annak magyarosított változatát, a Rezső keresztnevet használta.
Fia, Rudolf a világháború során kapott tüdőgyulladásának kiújulása miatt 1923-ban elhunyt, felesége, Adele 1932. április 5-én hunyt el. A volt főtiszt még abban az évben újra megnősült, a nála jóval fiatalabb almási Szalay Margit Bertát vette feleségül, tőle a későbbiekben két gyermek (Rezső, Judit) született. A katonai pályafutását követően is aktívan tevékenykedett, védnöke volt a 32-es háziezred bajtársai által életre hívott 32-es Hadiárvákat Gyámolító Bizottságnak, majd az 1927-ben megalakuló 32-es Hadiárvákat és özvegyeket Gyámolitó Egyesületnek, de 1927. december 31-éig választott igazgatótanácsi tagja volt a Hadtörténeti Intézet és Múzeumnak is. A második világháború alatt részt vett a Katonai Mária Terézia-rend káptalanjának munkájában egészen haláláig. Sohasem politizált, katonai esküjét megtartotta. A második világháború során ellenezte a Szovjetunió megtámadását, előre látva a háború következményeit. 1943. október 21-én hunyt el Klotildligeten, Piliscsabán.
A piliscsabai Nagytemplomban ravatalozták fel. 1943. október 23-án katonai tiszteletadással, a templomból ágyútalpon szállítva tette meg utolsó útját a városi temetőbe.

## Magánélete
Metz először Adele Auguste Maria Millerrel, egy tengerészkapitány lányával kötött házasságot. Ebből a házasságból született első fia, Rudolf, aki apjához hasonlóan katonai pályára lépett. Rudolf August Viktor Metz von Spondalunga 1911-ben elvégezte a pozsonyi hadapródiskolát, majd zászlósként a cs. kir. 1. tiroli vadászezredhez került, 1912-től hadnagy. Részt vett az első világháborúban, ahol kitüntette magát a Vaskorona Rend harmadik osztályával. Megsebesült és tüdőgyulladást kapott. A háború befejeztével századosként tért haza. Megnősült, feleségétől, magyarcsekei Korda Saroltától egy leánya született, Márta (1921). Rudolf részt vett az 1921-es budaörsi csatában, ezt követően viszont betegsége kiújult és 1923-ban meghalt, temetésére katonai tiszteletadás mellett került sor. Rudolf anyja, Metz tábornok első felesége 1932-ben halt meg. Mindketten a piliscsabai temetőben nyugszanak.
Az özvegy Metz tábornok felesége halálát követően még abban az évben, 1932. december 20-án ismét megnősült, második felesége a magyar nemesi származású almási Szalay Margit Berta Anna (1902–1989) volt. A házaspár az esküvőt követően nem sokkal Budapestre, egy Margit körúti villába költözött. Budapesten született meg a tábornok második fia, ifj. Metz Rezső (1933) és leánya, Judit (1934). A család 1938-ban költözött vissza Klotildligetre, a tábornok itt halt meg 1943. október 21-én.

## Emlékezete
2001-ben a piliscsabai önkormányzat kérelmet nyújtott be a Nemzeti Kegyeleti Bizottsághoz, amelyben javaslatot tett, hogy a temetőben nyugvó Nagy Vilmos vezérezredes és Metz Rezső altábornagy sírját vegyék nyilvántartásba. A kérelemre nem jött válasz. Végül öt évvel később, 2006-ban Metz Rezső tábornok fia, Ifj. Metz Rezső kérelmezte ugyanezt, és végül a két tiszti sírt a Nemzeti Kegyeleti Bizottság a Nemzeti Sírkert részévé nyilvánította, a piliscsabai temetőben megtartott katonai ünnepség keretében.

## Kitüntetései

### Katonai kitüntetései
| - Katonai Mária Terézia-rend lovagkeresztje (1921. március 10.) - Katonai Érdemkereszt II. osztály, hadidíszítménnyel és kardokkal - Osztrák Császári Vaskorona Rend III. osztály, hadidíszítménnyel és kardokkal (1914. november 15.) - Osztrák Császári Vaskorona Rend II. osztály, hadidíszítménnyel és kardokkal (1915. július 15.) - Osztrák Császári Lipót Rend lovagkereszt, hadidíszítménnyel és kardokkal (1915. március 1.) - Osztrák Császári Lipót Rend parancsnoki kereszt, hadidíszítménnyel és kardokkal (1918. április 24.) - Tiszti Arany Vitézségi Érem (1929. december 31.) - Katonai Érdemkereszt III. (1909) - Katonai Érdemkereszt III. osztály, hadidíszítménnyel és kardokkal (1916. november 4.) - Katonai Érdemkereszt II. osztály, hadidíszítménnyel és kardokkal (1917) - Bronz Katonai Érdemérem, vörös szalagon (1901) - Sebesülési Érem (kétszer is megkapta) - Magyar Háborús Emlékérem, kardokkal, sisakkal | - Károly Csapatkereszt - Jubileumi Emlékérem a fegyvereserők számára (1898) - Katonai Jubileumi kereszt (1908) - Német Vaskereszt, I. osztály (1915. október 20.) - Német Vaskereszt, II. osztály - Német Lovagrend Mária-kereszt (Marienkreuz) - Német Császári Albert Lovagrend II. osztályú keresztje - Szász királyi Albrecht-rend II. osztályú középkeresztje (1914. május 9.) - Vöröskereszt Tiszti Díszjelvénye, hadidíszítménnyel - Katonai Tiszti Szolgálati Jelvény - A vitézi rend jelvénye (1929. július 16.) |

### Egyéb elismerései
- Piliscsaba díszpolgára (1921)
- a Katonai Mária Terézia-rend káptalanjának tagja (1942–43)

## Publikációi
- vitéz Metz Rezső ny. altábornagy (1935). „A 23. gyalogdandár harctevékenysége a gorlicei áttörésnél”. Magyar Katonai Szemle 5 (3), 23–34. o.